# Tall Movīzī
Tall Movīzī (persiska: تل مويزی) är en ort i Iran.   Den ligger i provinsen Kohgiluyeh och Buyer Ahmad, i den centrala delen av landet, 600 km söder om huvudstaden Teheran. Tall Movīzī ligger 776 meter över havet och antalet invånare är 253.
Terrängen runt Tall Movīzī är huvudsakligen kuperad, men den allra närmaste omgivningen är platt. Tall Movīzī ligger nere i en dal.Runt Tall Movīzī är det ganska glesbefolkat, med 24 invånare per kvadratkilometer. Närmaste större samhälle är Bāsht, 3,5 km nordväst om Tall Movīzī. Omgivningarna runt Tall Movīzī är i huvudsak ett öppet busklandskap.